# Лох-Шил
Лох-Шил (англ. Loch Shiel) — пресноводное озеро на северо-западе Шотландии в 20 км к западу от Форт-Уильяма.
Площадь озера составляет 19,3 км², а максимальная глубина — 128 м. Также как и у озера Лох-Ломонд, глубина у северной оконечности озера намного больше, чем у южной. Озеро имеет ледниковое происхождение. Максимальная длина около 28 км, по этому показателю Лох-Шил занимает четвёртое место среди озёр Шотландии (после Лох-О, Лох-Несс и Лох-Ломонд). Подобно озеру Лох-Эйв, Лох-Шил имеет очень узкую, вытянутую форму — его средняя ширина составляет лишь 2,5 % от его полной длины. Большая часть озера вытянута с северо-востока на юго-запад, лишь его южная часть (длиной 8 км) — с востока на запад. У северо-восточной оконечности озера расположена деревня Гленфиннан и одноимённый виадук. На самом крупном острове озера находятся развалины старой часовни, на этом острове жил святой Финнан сразу после своего прибытия в Шотландию.
Озеро Лох-Шил лежит чуть выше уровня моря (на высоте 4,5 метра) и несколько тысяч лет назад было морским заливом, так как тогда уровень моря (относительно Шотландии) был значительно выше.
Озеро Лох-Шил одно из немногих озёр, чей водный режим менее всего подвержен воздействию человека. В озере водится такие породы рыб как: щука, окунь, форель, атлантический лосось, речной угорь, трёхиглая колюшка.
В настоящее время является популярным туристическим объектом.

## Галерея фотографий

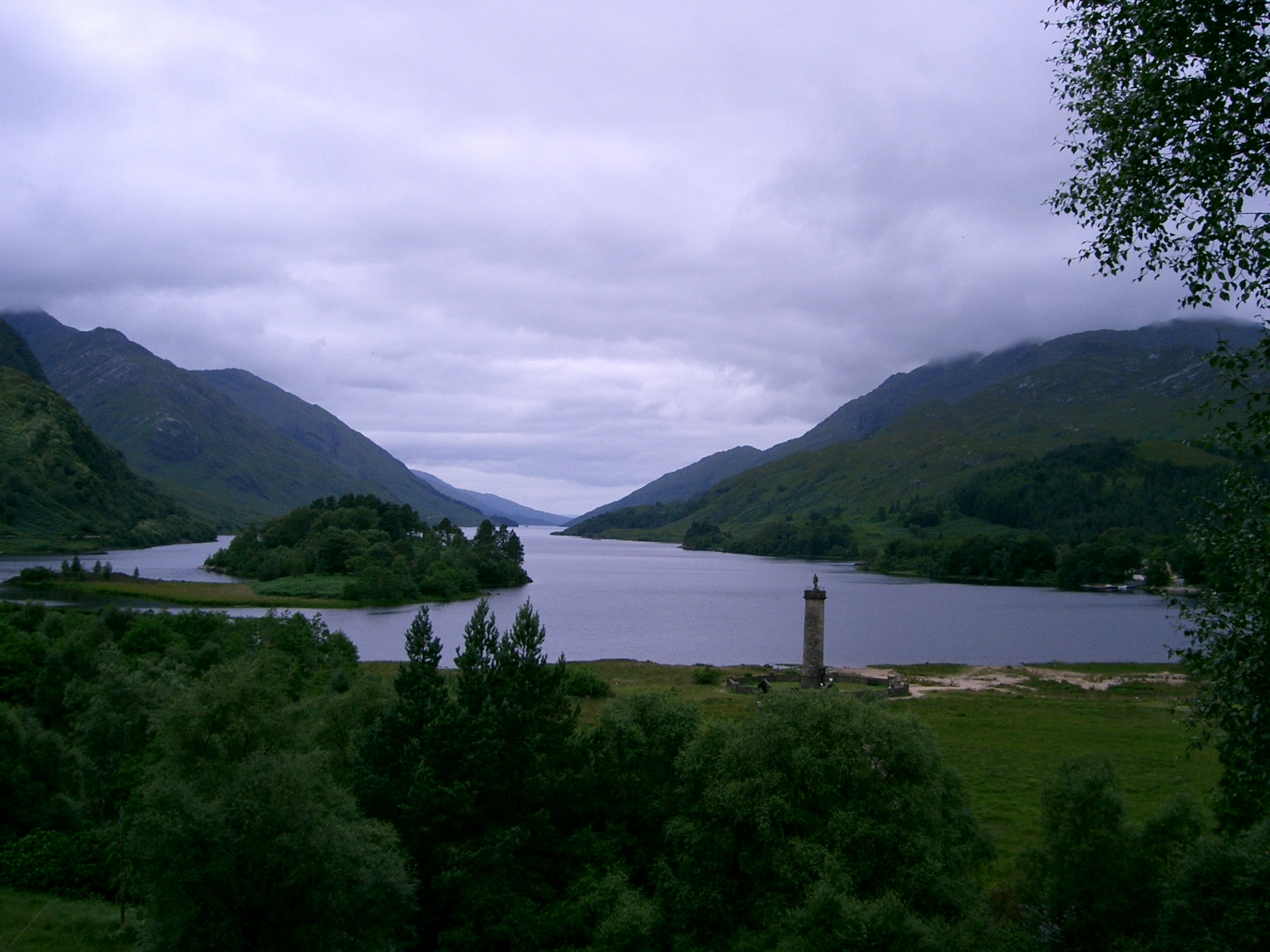
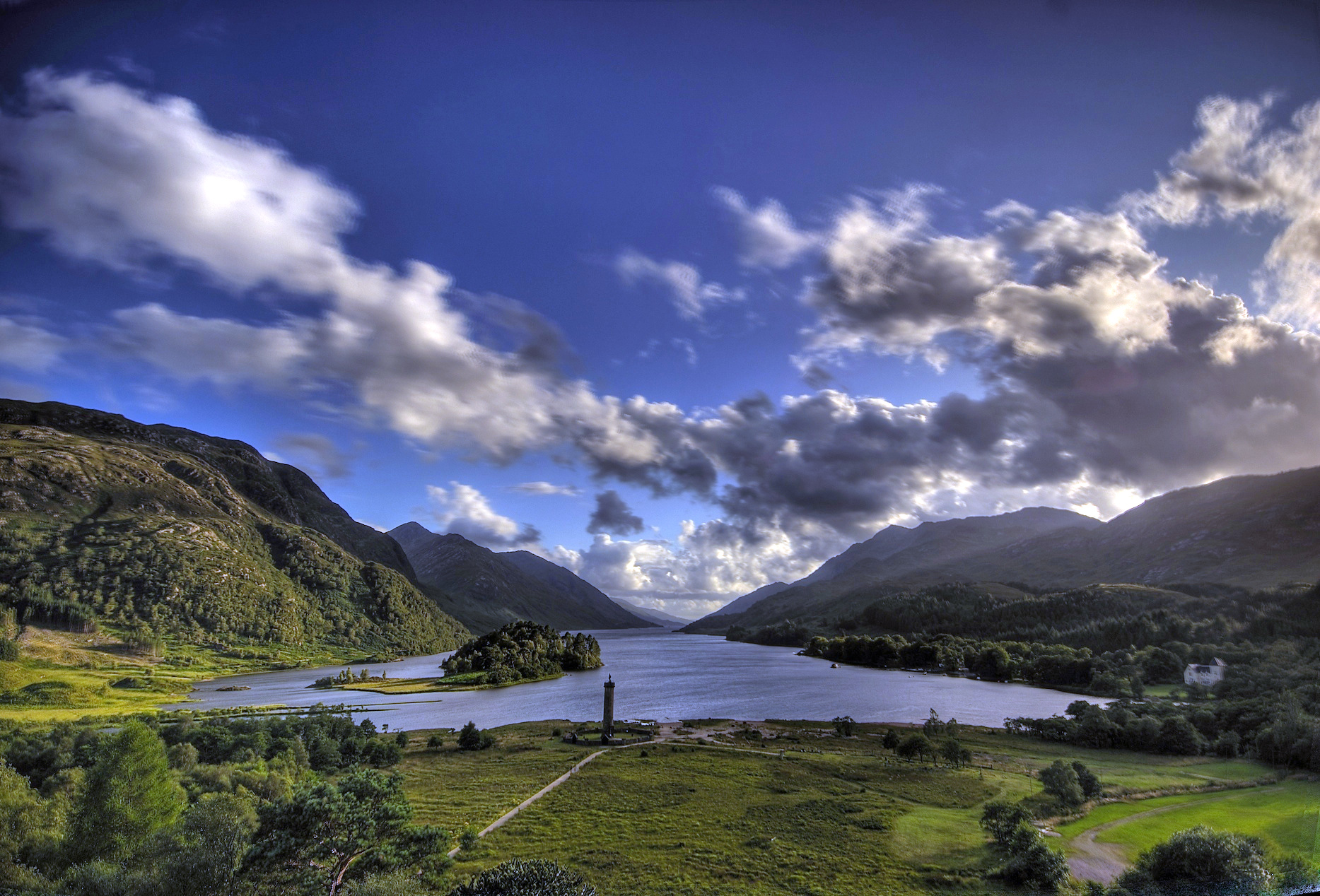
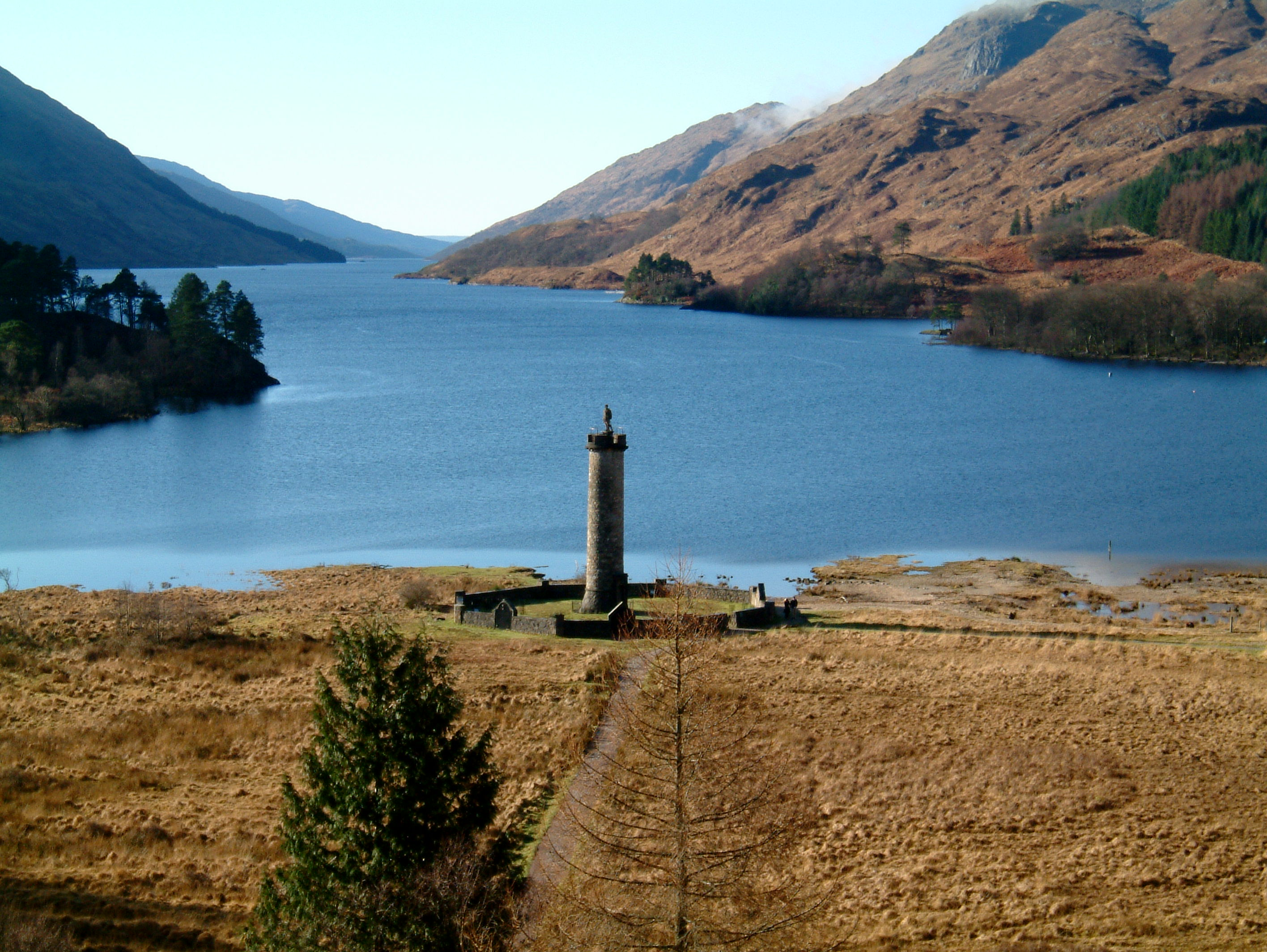
Залив Гленфиннан
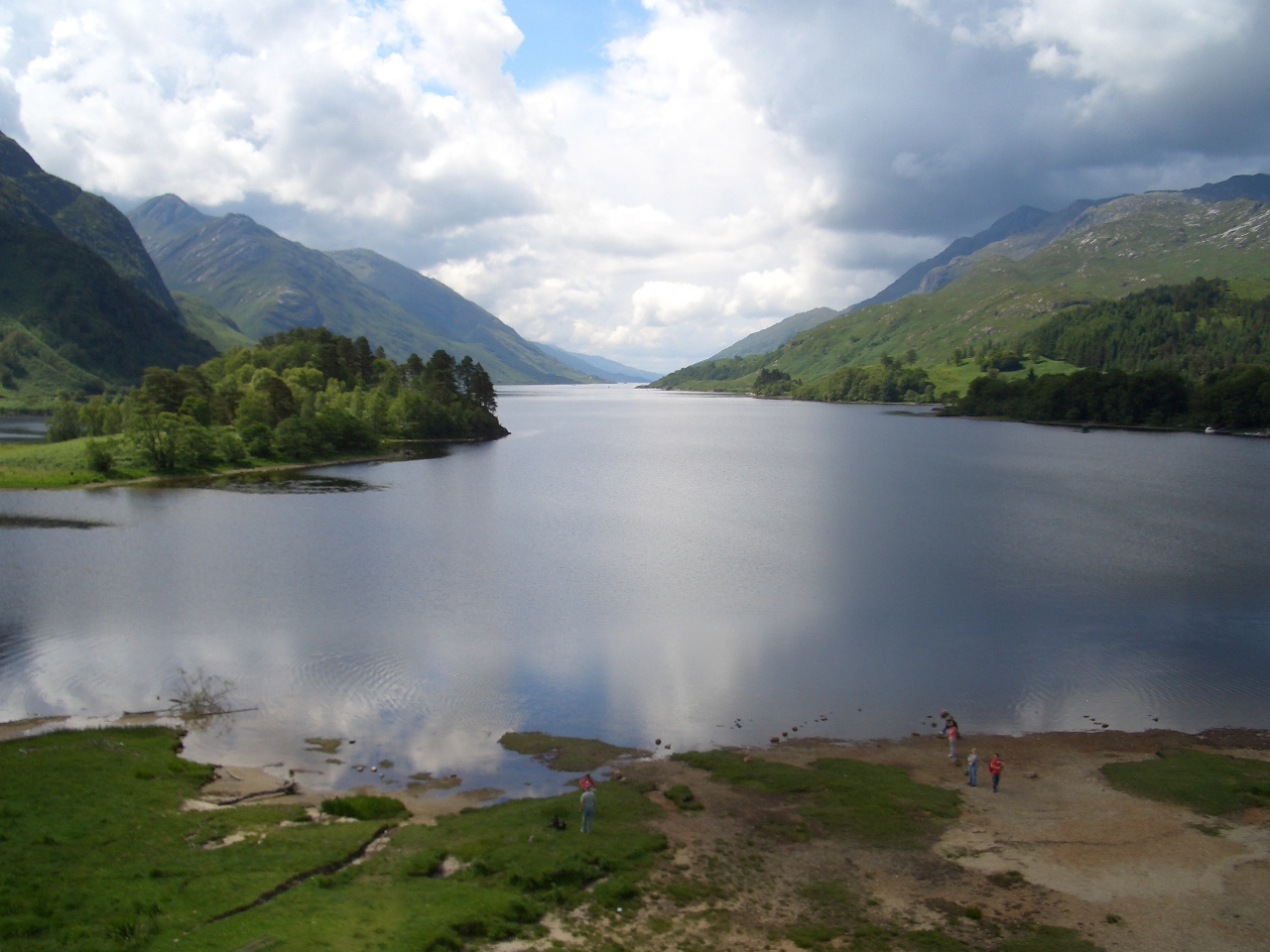
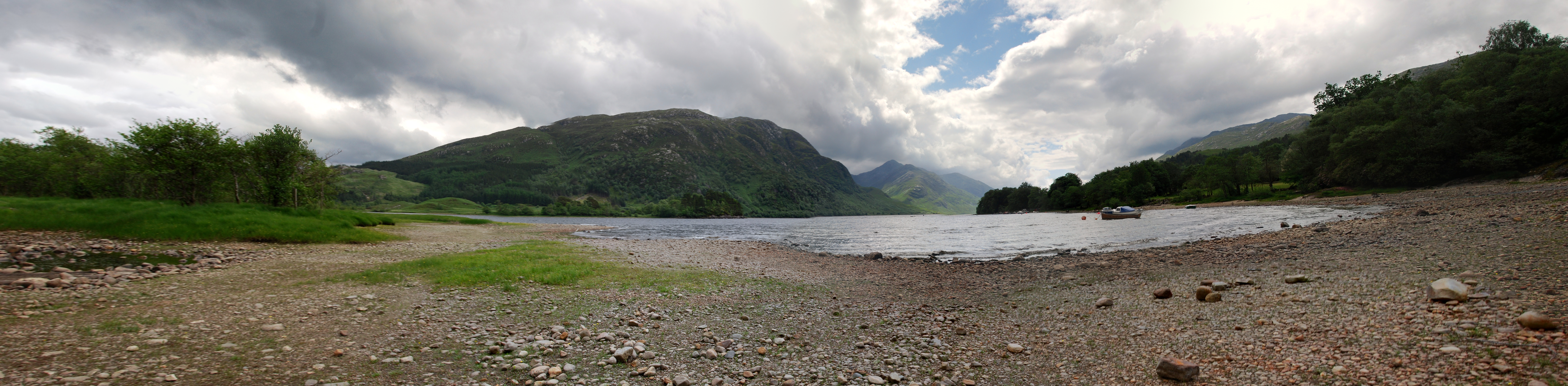
Панорама озера Лох-Шил